# Russula mustelina
Russula mustelina Fr., Epicrisis Systematis Mycologici (Upsaliae): 351 (1838).
La Russula mustelina è di facile identificazione per la crescita interrata nella fase giovanile e dalle colorazioni del cappello che ricordano il Boletus edulis, la taglia massiccia, il peso specifico elevato, la presenza di terriccio sul cappello e la carne dura e spessa.

## Descrizione della specie
Cappello 
8-12(14) cm di diametro, prima arrotondato, poi convesso, infine spianato, a volte un po' depresso, molto carnoso, grosso, sodo e duro.
cuticolalardacea quando umida, ma opaca quando asciutta, molto attaccata al cappello, separabile fino a un terzo, piuttosto grossa, liscia, fibrillosa, di colore bruno-ocra, marrone più o meno carico, con colori che spesso imitano alla perfezione quelli del Boletus edulis.
marginerigido, spesso, liscio, a lungo involuto, si apre poi lentamente, acuto.
 Lamelle 
Mediamente fitte, sottili, ventricose, qualche volta forcate e con poche lamellule, colore crema, sinuate poi libere al gambo, anastomizzate, lardacee al tatto, di colore biancastro, paglierino, crema-chiaro, con il filo che si macchia di brunastro in vecchiaia.
 Gambo 
4-11 X 2–4 cm, duro, robusto, pieno per lungo tempo, poi spugnoso fino a cavernoso in età adulta, spesso ventricoso negli esemplari giovani, poi più o meno cilindrico, bianco o leggermente giallastro poi macchiato di brunastro, bruno-giallo, con alla sommità, qualche volta, riflessi rosati, con tendenza a sporcarsi di bruno nella vecchiaia.
 Carne 
Bianca, notevolmente compatta, soda, dura, bianca, giallina sotto la cuticola, al taglio si colora leggermente di ocra-brunastro.
- Odore: fungino.
- Sapore: dolce, di nocciola.

 Microscopia 
Spore7-11 x 6-7 µm, da sub-globose ad ellissoidi, verrucose, un poco reticolate e leggermente connesse, sporata crema pallido.
Basidiclaviformi, tetrasporici, 50–70 x 6-10 µm.
Cistidifusiformi, a volte muniti di appendice, 70–100 x 8–12 µm.

## Reazioni macrochimiche
- Solfato ferroso = arancio vivo
- Guaiaco = rapido ed immediato
- Anilina = lentamente giallo sulle lamelle

## Habitat
Fruttifica, spesso affossata nel terreno, nei boschi di conifere delle regioni montagnose (abete e larice), su suolo acido, generalmente sopra i 1000 m di quota, a tarda estate-autunno.

## Commestibilità
Ottima, di gran resa; specie molto ricercata per la compattezza della carne e per il sapore gradevole. Si presta anche alla conservazione sott'olio.

## Specie simili
Dal momento che la Russula mustelina condivide l'habitat con alcune specie di porcini (Boletus), spesso i raccoglitori sono tratti in inganno dalle colorazioni del suo cappello, scambiandola per il Boletus edulis.
Nell'ambito dello stesso genere può confondersi con:
- Russula foetens e simili, che si distinguono grazie alla cuticola glutinosa del cappello, per l'odore nauseante (di varechina o di mandorle amare), per la presenza di una scanalatura al margine del cappello e il sapore alquanto sgradevole e acre.
- Russula heterophylla f.ma adusta, che si distingue in quanto cresce sotto latifoglie asciutte e temperate, per le lamelle forcate al gambo e la sporata bianca.
- Russula ochroleuca, che ha il cappello più giallastro e la carne leggermente acre
- Russula integra, che ha però un portamento più slanciato e lamelle decisamente gialle.

## Etimologia
Genere:  dal latino russula = diminutivo di russa = rossa, col significato di rosseggiante per il colore di alcune specie comuni.
Specie: dal latino mustela = faina, per il colore simile al mantello della faina.